# Alejandro David González
Alejandro David González Hernández (Guadalupe, Nuevo León, México; 11 de agosto de 1992) es un futbolista mexicano. Juega como defensa en el Reynosa F.C., de la Segunda División de México.

## Clubes
| Club                   | País   | Año         |
| ---------------------- | ------ | ----------- |
| Santos Casino          | México | 2010 - 2011 |
| Santos Laguna          | México | 2011 - 2013 |
| Atlético Coatzacoalcos | México | 2013 - 2014 |
| Atlético Chiapas       | México | 2014        |
| Reynosa F.C.           | México | 2015        |
| Potros U.A.E.M.        | México | 2015 -      |

## Palmarés

### Campeonatos nacionales
|                         | Club                   | País   | Año               |
| ----------------------- | ---------------------- | ------ | ----------------- |
| Liga Premier de Ascenso | Atlético Coatzacoalcos | México | Clausura 2014     |
| Liga Premier de Ascenso | Potros UAEM            | México | Apertura 2015     |
| Liga Premier de Ascenso | Potros UAEM            | México | Temporada 2015-16 |